# Васил Величков
Васил Величков (Стоичков) е първият български пилот на реактивен самолет Як-23, първият български авиополкови и авиодивизионен командир на реактивни формирования, както и първият български водач на въздушен реактивен парад.
Летец е от ВВС на Народна република България. Той е командир на първата изтребителна дивизия, зам. командващ на ПВО и ВВС. През 1949 г. завършва летателнотактически курсове в Съветския съюз и е назначен за командир на авиоескадрила. Командва първия полк реактивна авиация в България. Той е първият българин, който на 1 юли 1950 г. лети с реактивен самолет. Полковник Величков е офицер от запаса.

## Биография
Васил Величков е роден на 19 януари 1918 г. в с. Кътина, Софийско. Произхожда от селско семейство. Завършва Военновъздушното училище през 1948 г. Командир на ескадрила. Завършва летателнотехнически курсове в СССР и е назначен за командир на първия полк реактивна авиация в България. Той е първият българин, който лети с реактивен самолет (Як-17), боен реактивен самолет (Як-23) в СССР на 1 юли 1950 г., в България на 22 април 1951 г. Полковник от запаса. Военен летец първи клас. Умира на 24 март 1984 г. в град София. Има двама сина Любомир и Петър. Любомир има двама сина - Васил и Кирил. Петър има син и дъщеря - Веселин и Бистра Величкова.